# Oswald Karch
Oswald Karch (Ludwigshafen am Rhein, 1917. március 6. – Mannheim, 2009. január 28.) német autóversenyző.

## Pályafutása
Pályafutása alatt mindössze egy világbajnoki Formula–1-es nagydíjon állt rajthoz; 1953-ban hazája versenyén szerepelt. A futamot az utolsó rajtpozícióból kezdte, tíz kör megtétele után pedig kiállt. Ezentúl részt vett több, világbajnokságon kívüli versenyen is.

## Eredményei

### Teljes Formula–1-es eredménysorozata
(Táblázat értelmezése)

(Félkövér: pole-pozícióból indult; dőlt: leggyorsabb kört futott) 

| Év   | Csapat       | Modell     | Motor      | 1   | 2   | 3   | 4   | 5   | 6   | 7      | 8   | 9   | Helyezés | Pont |
| ---- | ------------ | ---------- | ---------- | --- | --- | --- | --- | --- | --- | ------ | --- | --- | -------- | ---- |
| 1953 | Oswald Karch | Veritas RS | Veritas S6 | ARG | 500 | NED | BEL | FRA | GBR | GER Ki | SUI | ITA | -        | 0    |